# 키모토 오리에
키모토 오리에(일본어: 樹元オリエ) 또는 기모토 오리에는 도쿄부 출신의 일본 여성 연극배우, 성우이다.

## 인물 소개

### 경력
『kirakira☆멜로디 학원』(1기생·출석번호 63번)에 다니고 있었을 때에는 당시의 본명으로 활동했었으나 졸업 후, 「호시노 나오」라는 이름을 거쳐 현재의 이름으로 개명. 예명은 극단 21세기 FOX의 주장인 키모츠키 카네타가 지어 주었다.
2002년 11월 극단 21세기 FOX 제51회 공연 『달밤과 오르간』에서 첫 무대를 가졌다. 그 이후에는 같은 극단의 공연에 출연하는 것 외에도 야마구치 캇페이, 타카기 와타루, 세키 토모카즈가 주장인 연극 유닛 「세 사람의 만남」에도 게스트 출연했다. 2006년 3월 31일부로 극단 21세기 FOX를 나와 야마구치 캇페이가 대표직을 맡고 있는 『고쿠 (悟空)』에 들어갔다.
또 2004년에는 극장판 이누야샤 홍련의 봉래도에서 성우로서 데뷔. 그 후, 오토모 야요이, 타나카 마이, 유키무로 카즈키와 함께 연극 유닛 「여우 아가씨 (狐娘)」를 결성한다. SPEED GRAPHER에 등장하는 텐노주 카구라역의 오디션에서는 최종후보 10명까지 올라갔으나 낙방했다.
2006년에 방송한 두 사람은 프리큐어 Splash Star에서는 처음으로 주인공을 맡게 되었다. 2007년에도 히토히라에서 주인공을 담당했으며 그 외에도 소녀왕국 표류기에서도 중요 캐릭터를 담당했다.
2008년 이후에는 무대업을 주로 하나 때때로 성우업도 같이 한다.
2010년 6월 8일 자신의 결혼과 임신 소식을 블로그에 알렸으며 같은 해 10월에는 출산소식도 알렸다.

### 에피소드
- 특기는 테니스. 취미는 피아노, 기타, 펭귄과 관련된 상품 모으기
- 두 사람은 프리큐어 Spalsh Star에 같이 출연했던 에노모토 아츠코나 치바 잇신과는 방송종료 후에도 빈번하게 만나고 있다. 특히 같은 프리큐어 역으로 출연했던 에노모토 아츠코하고는 같은 옷을 살 때도 있고 우연히 같은 신발을 신고 만난 적이 있다.
- 본인 말로는 「노래는 잘 못 부르는 편이다.」라고 한다. 하지만 라이브 무대 등에서는 적극적으로 노래하는 모습을 보여준다.「모두 함께 SUPER☆TEUCHI☆LIVE～Friend×Friend～」에서는 자신이 작사한 신곡을 내보였으나 부르는 도중에 가사를 잊어버리는 해프닝이 발생. 그 후, 에노모토 아츠코에게 한 소리 들었었으며 본인이 출연하는 라디오에서도 이 사건에 관한 메일을 수십 통 이상을 받았다고 한다. 라이브 2부 무대에서는 악보를 준비한 덕에 노래를 끝까지 불렀다.

### 두 사람은 프리큐어 Splash Star
- 처음으로 주인공을 맡아서 긴장을 해 더빙 할 때 모니터를 볼 여유가 없었다고 한다.
- 그 후, 극장판을 더빙했을 때 처음으로 믹서에게 칭찬을 받아 기뻤다고 한다.
- 자신의 고양이에게 붙인 이름인 「플라피」 와 「쵸피」는 극 중에 등장하는 파트너 요정들의 이름이다.
- 작품종료 후에도 같은 프리큐어 역으로 출연했던 에노모토 아츠코와 오프닝 가수인 우치야에 유카, 엔딩 가수인 고죠 마유미와 함께「4명이서 SUPER☆TEUCHI☆LIVE」란 제목의 라이브 무대를 정기적으로 개최하고 있다.

## 출연 작품

### 무대
- THE! CreRo- - 게스트 출연
- BroaderHausUnit Online EX　『그 남자 아제르바이잔』
- T-KY'S& 시바탄트 리듬 『반짝반짝☆혼순제』
- 극단 21세기 FOX - 다수 출연
- 세 사람의 모임 『손오공』
- 영원의 아세리아 - 타카미네 카오리
- 캡슐병단 『타오의 달』

### TV 애니메이션
2005년
- SPEED GRAPHER - 반 친구
- 사모님은 마법소녀 - 고토 사유리
- 슈가슈가룬 - 이시다 마유, 아야메
- 아이실드 21 - 아나운서
- 은반 카레이도 스코프 - 여자 아나운서

2006년
- 괴 ~ayakashi~「천수 이야기」 - 나데시코, 마을 여자
- 데스노트 - 신입생 E
- 두 사람은 프리큐어 Splash Star - 휴가 사키 (김소라)/큐어 블룸/큐어 브라이트
- 사신의 발라드 - 코사카이 아야메
- 요괴인간 - 타치야마 마코토

2007년
- D.C. 다카포 II - 학생
- 디 그레이맨 - 테리마
- 닌자보이 란타로 - 아야카
- 도쿄마인학원 검풍첩 - 여학생 1
- 마인탐정 네우로 - 니시다 메이
- 소녀왕국 표류기 - 시노부
- 아따맘마 - 마법사 A 외
- 인조곤충 버그파이터 - 노리미 #26
- 짱구는 못말려 - 코치, 여자 점원 B
- 호빵맨 - 치마키 군, 츠미키 왕자
- 히토히라 - 아사이 무기

2008년
- D.C.II S.S ~다카포 II 세컨드 시즌~ - 학생
- 네오 안젤리크 Abyss - 샐리
- 네오 안젤리크 Abyss -Second Age- - 샐리, 남자 아이
- 도라에몽 - 여자 아이 B, 아이
- 짱구는 못말려 - 나오, 여자 아이
- 포르피의 기나긴 모험 - 마틸드
- 호빵맨 - 서부의 아이 B

2009년
- 닌자보이 란타로 - 찻집 여자
- 명탐정 코난 - 점원

2010년
- 닌자보이 란타로 - 어린 중, 여자
- 도라에몽 - 야스오, 심판, 소년 B
- 명탐정 코난 - 여자 아나운서
- 쓰리몬 - 점원

2011년
- 명탐정 코난 - 학생
- 명탐정 코난/매직 쾌두 - 여학생
- 짱구는 못말려 - 코야마 무사에 (초등학생 시절), 손님 A, 여자 A

2012년
- 에어리어의 기사 - 후쿠시마 모모코
- 짱구는 못말려 - 스태프, 아이, 주부 B, 안내원 등

## 극장판 애니메이션
- 극장판 이누야샤 홍련의 봉래도 - 호타루
- 짱구는 못말려 극장판: 태풍을 부르는 노래하는 엉덩이 폭탄! - 누나 A
- 영화 크레용 신짱: 아라시를 부르는! 오라와 우주의 프린세스 - 어린 아이
- 프리큐어 시리즈
  - 극장판 두 사람은 프리큐어 Splash Star 똑딱똑딱 위기일발! - 휴가 사키 (김소라)/큐어 블룸/큐어 브라이트
  - 극장판 프리큐어 올스타즈DX 우린 모두 친구☆기적같은 전원 대집합! - 휴가 사키 (김소라)/큐어 블룸/큐어 브라이트
  - 극장판 프리큐어 올스타즈DX2 희망의 빛☆레인보우 쥬얼을 지켜라! - 휴가 사키 (김소라)/큐어 블룸/큐어 브라이트
  - 극장판 프리큐어 올스타즈DX3 미래에 전하라! 세계를 이어주는 무지갯빛 꽃 - 휴가 사키 (김소라)/큐어 블룸/큐어 브라이트

## 게임
- 도라에몽 노비타의 신 마계 대모험 DS
- 프리큐어 시리즈 - 휴가 사키 (김소라)/큐어 블룸/큐어 브라이트
  - 두 사람은 프리큐어 Spalsh Star PANPAKA 게임으로 절호조!
  - Yes! 프리큐어5 GoGo! 전원 집합! 드림 페스티벌

## 웹 애니메이션
- 간닷! 겐씨 - 아이 C

## 라디오
- 프리티♥기모토 오리에의 수다 코너(매주 금요일 갱신: 2006년 10월 20일~)
- 기모토 오리에with야마구치 캇페이의 런치타임 뮤직(BBQR: 2006년 8월~ 방송 중 초!A&G+: 2007년 9월 9일~ 방송 중 (1월 ~ 3월까지는 제외))
- 하라쇼 『狐娘楽園』
- 하나코마치의 예측불허 라디오
- 히토히라 방송국 무기 라디오 OnAir(2007년 3월 29일~2007년 7월 5일)

## 드라마 CD
- 히토히라
  - 히토히라 오리지널 드라마&BGM앨범 Vol.1「무기 편」
  - 히토히라 오리지널 드라마&BGM앨범 Vol.2「노노 편」